# Barneston
Barneston is een plaats (village) in de Amerikaanse staat Nebraska, en valt bestuurlijk gezien onder Gage County.

## Demografie
Bij de volkstelling in 2000 werd het aantal inwoners vastgesteld op 122.
In 2006 is het aantal inwoners door het United States Census Bureau geschat op eveneens 122.

## Geografie
Volgens het United States Census Bureau beslaat de plaats een oppervlakte van
0,6 km², geheel bestaande uit land. Barneston ligt op ongeveer 367 m boven zeeniveau.

## Plaatsen in de nabije omgeving
De onderstaande figuur toont nabijgelegen plaatsen in een straal van 20 km rond Barneston.